# Ancient Domains of Mystery
Ancient Domains of Mystery (ADOM) – gra komputerowa typu roguelike, tworzona pierwotnie w latach 1994–2002 przez niemieckiego programistę Thomasa Biskupa. Jak większość gier tego typu, ADOM ma grafikę złożoną wyłącznie ze znaków w standardzie ASCII.
Akcja gry toczy się w fantastycznej krainie Ancardia. Celem gracza jest pokonanie sił chaosu pustoszących Ancardię lub też zostanie bogiem chaosu (istnieje kilka możliwych zakończeń o zróżnicowanym stopniu trudności).
ADOM jest grą postcardware: można ją ściągnąć z oficjalnej strony internetowej i wielu innych miejsc i używać bezpłatnie, lecz autor oczekuje, że użytkownik przyśle mu kartkę pocztową. Działa pod systemami DOS, OS/2, Mac OS, Windows i Linux. Planowane było wydanie na Amigę oraz BeOS, jednak obecnie (2009 rok) autor swój czas poświęcany ADOMowi planuje wykorzystać na stworzenie komercyjnej wersji na iPhone'a. Ostatnia stabilna wersja gry (1.1.1) została wydana 20 listopada 2002 roku.
Autor gry postanowił wznowić jej tworzenie i w tym celu latem 2012 roku rozpoczął akcję crowdfundingową w serwisie Indiegogo. Trwała ona od 2 lipca do 30 sierpnia i w jej wyniku autor uzyskał 90 169 USD funduszy.

## Postać
Postać w grze może być generowana losowo lub gracz może mieć pewien wpływ na jej wygenerowanie. Dzień urodzenia (i związany z nim znak zodiaku) jest zawsze ustalany losowo.
Postać opisuje szereg parametrów: rasa (race), klasa (class), usposobienie (alignment), atrybuty (atributes), umiejętności (skills), umiejętności bojowe (weapon skils), znajomość czarów (spells), umiejętności rasy i klasy.

### Rasa i usposobienie
Rasy występujące w grze to: Dwarf (krasnolud), Drakeling (jaszczur), Dark Elf (mroczny elf), Gray Elf (szary elf), High Elf (elf wysoki), Gnome (gnom), Human (człowiek), Hurthling (niziołek), Orc (ork) i Troll (troll).
Wybór rasy determinuje w znaczący sposób cechy postaci. W zależności od wybranej rasy dystrybuowane są statystyki początkowe postaci, jej początkowe usposobienie oraz umiejętności.
Postać danej rasy otrzymuje zbiór zdolności gwarantowanych oraz może otrzymać dodatkowe zdolności.
Ponadto domyślnie każda rasa ma przyporządkowane usposobienie:
- lawful (L) – praworządne
- neutral (N) – neutralne
- chaotic (C) – chaotyczne

W grze możliwe są także mieszane usposobienia.
Usposobienie może się zmieniać w trakcie rozgrywki na skutek postępowania postaci (przyjęte questy, zabijane postaci), noszonego przez nią ekwipunku oraz poprzez modlitwy na ołtarzach bogów innych niż własnego usposobienia.

### Klasa postaci
Gra posiada jeden z najbardziej rozbudowanych systemów tworzenia postaci występujących w grach komputerowych. Ma to także odzwierciedlenie w liczbie możliwych do wybrania (wylosowania) klas postaci, których jest dwadzieścia. Podobnie jak w przypadku rasy, tak i w przypadku klasy, każda z nich posiada pewne umiejętności gwarantowane oraz niegwarantowane. Dodatkowo określone klasy otrzymują odpowiedni dla siebie ekwipunek startowy.

### Umiejętności
W grze występuje 39 umiejętności, z czego tylko część może być początkowo przydzielona. Dalsze umiejętności należy zdobywać w trakcie rozgrywki. Postać może rozwijać znaną sobie umiejętność od poziomu na którym się go nauczyła do poziomu 100.

### Zodiak
W zależności od daty urodzenia postać może także posiadać jeden z 12 znaków zodiaku. Znaki determinują predyspozycje postaci do pewnych klas oraz wpływają na całą rozgrywkę poprzez ułatwianie bądź utrudnianie rozwoju postaci w pewnych aspektach.